# Lista de presidentes da Venezuela
O Presidente da República é o chefe de Estado e de Governo da República Bolivariana da Venezuela bem como o Comandante-em-chefe das Forças Armadas do país, sendo o mais alto cargo do Poder Executivo nacional.
O Presidente é eleito pelo voto popular e deve exercer mandato de seis anos, segundo o estipulado pela Constituição de 1999. O cargo atualmente está em disputa entre Nicolás Maduro e Juan Guaidó, acarretando em uma crise no país desde janeiro de 2019.
São considerados presidentes da Venezuela todos os seus chefes de Estado a partir de sua Independência, em 5 de julho de 1811, sendo, portanto, desconsiderados os representantes do Império Espanhol durante o Período Colonial.
O primeiro presidente foi Cristóbal Mendoza, apontado pelo Primeiro Congresso em 1811, embora o título de Pai da Nação seja usualmente aplicado a Simón Bolívar, o mais proeminente dentre os chamados Libertadores da América.

## Lista de presidentes da Venezuela
| Legenda: | Partido Socialista | Partido Conservador | Partido Liberal | Independente ou outros | FEI | Ação Democrática | COPEI | Convergência e PPT | Polo Patriótico |

| Mandato  | Nº | # (Presidência) | Imagem               | Presidente                                        | Tempo no poder                                    | Via de chegada | Profissão                                         |
| -------- | -- | --------------- | -------------------- | ------------------------------------------------- | ------------------------------------------------- | --- | ------------------------------------------------- |
| 1        | 1  | 1               |                      | Cristóbal Mendoza, Juan Escalona, Baltasar Padrón | 5 de março de 1811 – 21 de marzo de 1812          | Triunvirato Executivo eleito pelo primeiro Congresso | Advogado / Militar / Fazendeiro (respectivamente) |
| 2        | 2  | 2               |                      | Francisco de Miranda                              | 3 de abril de 1812 – 25 de julho de 1812          | Nomeado pelo Congresso | Militar (general)                                 |
| 3        | 3  | 3               |                      | Simón Bolívar                                     | 6 de agosto de 1813 – 7 de julho de 1814          | Eleições indiretas - Nomeado chefe civil e militar do Ocidente de Venezuela | Militar (general)                                 |
| 4 5 6    | 3  | 4               |                      | Simón Bolívar                                     | 6 de maio de 1816 – 25 de novembro de 1829        | Eleições indiretas - Chefe Supremo da República e seus Exércitos (1816 - 1819) Eleições indiretas - Presidente da Venezuela (1819) Eleições indiretas - Presidente da Grã-Colômbia (1819 - 1829) | Militar (general)                                 |
| 8        | 4  | 8               |                      | José Antonio Páez                                 | 25 de novembro de 1829 – 6 de maio de 1830        | Presidente provisório designado pela Assembleia de San Francisco | Militar (general)                                 |
| 9        | 4  | 9               |                      | José Antonio Páez                                 | 6 de maio de 1830 – 24 de março de 1831           | Presidente de Venezuela designado pelo Congresso de Valência | Militar (general)                                 |
| 10       | 4  | 10              |                      | José Antonio Páez                                 | 24 de março de 1831 – 20 de janeiro de 1835       | Eleições indiretas | Militar (general)                                 |
| 11       | 5  | 10              |                      | Andrés Narvarte                                   | 20 de janeiro de 1835 – 9 de fevereiro de 1835    | Presidente interino | Advogado / Político                               |
| 12       | 6  | 11              |                      | José María Vargas                                 | 9 de fevereiro de 1835 – 9 de julho de 1835       | Eleições indiretas | Médico                                            |
| 13       | 7  | 11              |                      | José María Carreño                                | 27 de julho de 1835 – 20 de agosto de 1835        | Presidente interino | Militar (general)                                 |
| 14       | 6  | 11              |                      | José María Vargas                                 | 20 de agosto de 1835 – 24 de abril de 1836        | Restituição | Médico                                            |
| 15       | 5  | 11              |                      | Andrés Narvarte                                   | 24 de abril de 1836 – 20 de janeiro de 1837       | Presidente interino | Advogado / Político                               |
| 16       | 7  | 11              |                      | José María Carreño                                | 20 de janeiro de 1837 – 11 de março de 1837       | Presidente interino | Militar (general)                                 |
| 17       | 8  | 11              |                      | Carlos Soublette                                  | 11 de março de 1837 – 1 de fevereiro de 1839      | Presidente interino | Militar (general)                                 |
| 18       | 5  | 12              |                      | José Antonio Páez                                 | 1 de fevereiro de 1839 – 20 de janeiro 1843       | Eleições indiretas | Militar (general)                                 |
| 19       | —  | 12              |                      | Santos Michelena                                  | 20 de janeiro de 1843 – 28 de janeiro 1843        | Presidente interino | Político / Diplomata                              |
| 20       | 8  | 13              |                      | Carlos Soublette                                  | 28 de janeiro de 1843 – 20 de janeiro de 1847     | Eleições indiretas | Militar (general)                                 |
| 21       | —  | 13              |                      | Diego Bautista Urbaneja                           | 20 de janeiro de 1847 – 1 de março de 1847        | Presidente interino | Advogado / Militar                                |
| 22       | 9  | 14              |                      | José Tadeo Monagas                                | 1 de março de 1847 – 20 de janeiro de 1851        | Eleições indiretas | Militar (general)                                 |
| 23       | —  | 14              |                      | Antonio Leocadio Guzmán                           | 20 de janeiro de 1851 – 5 de fevereiro de 1851    | Presidente interino | Político / Jornalista                             |
| 24       | 10 | 15              |                      | José Gregorio Monagas                             | 5 de fevereiro de 1851 – 20 de janeiro de 1855    | Eleições indiretas | Militar (general)                                 |
| 25       | —  | 15              |                      | Joaquín Herrera                                   | 20 de janeiro de 1855 – 31 de janeiro de 1855     | Presidente interino | Militar                                           |
| 26       | 9  | 16              |                      | José Tadeo Monagas                                | 31 de janeiro de 1855 – 15 de março de 1858       | Eleições indiretas | Militar (general)                                 |
| 27       | 11 | 16              |                      | Pedro Gual Escandon                               | 15 de março de 1858 – 18 de março de 1858         | Presidente provisório | Advogado                                          |
| 28       | 12 | 17              |                      | Julián Castro                                     | 18 de março de 1858 – 2 de agosto de 1859         | Golpe de Estado | Militar (general)                                 |
| 20       | 11 | 11              |                      | Pedro Gual Escandon                               | 2 de agosto de 1859 – 29 de setembro de 1859      | Presidente provisório | Advogado                                          |
| 21       | 13 | 12              |                      | Manuel Felipe de Tovar                            | 29 de setembro de 1859 – 20 de maio de 1861       | Golpe de Estado; Eleições diretas (1860) (segundo período) | Político                                          |
| 22       | 11 | 11              |                      | Pedro Gual Escandon                               | 20 de maio de 1861 – 29 de agosto de 1861         | Presidente provisório | Advogado                                          |
| 23       | 5  | 4               |                      | José Antonio Páez                                 | 29 de agosto de 1861 – 15 de junho 1863           | Ditadura | Militar (general)                                 |
| 24       | 14 | 13              |                      | Juan Crisóstomo Falcón                            | 15 de junho de 1863 – 18 de março de 1865         | Vitória da Guerra Federal (primeiro período) | Militar (general)                                 |
| 25       | 14 | 13              |                      | Juan Crisóstomo Falcón                            | 18 de março de 1865 – 25 de abril de 1868         | Eleições indiretas (segundo período) | Militar (general)                                 |
| 26       | 15 | 14              |                      | Manuel Ezequiel Bruzual                           | 25 de abril de 1868 – 28 de junho de 1868         | Presidente provisório | Militar                                           |
| 27       | 16 | 15              |                      | Guillermo Tell Villegas                           | 28 de junho de 1868 – 20 de fevereiro de 1869     | Presidente provisório | Advogado / Militar                                |
| 28       | 17 | 16              |                      | José Ruperto Monagas                              | 20 de fevereiro de 1869 – 16 de abril de 1870     | Revolução Azul | Militar (general)                                 |
| 29       | 16 | 15              |                      | Guillermo Tell Villegas                           | 16 de abril de 1870 – 27 de abril de 1870         | Presidente provisório | Advogado / Militar                                |
| 30       | 18 | 17              |                      | Antonio Guzmán Blanco                             | 27 de abril de 1870 – 20 de fevereiro de 1873     | Revolução de abril (primeiro período) | Advogado / Militar (general)                      |
| 31       | 18 | 17              |                      | Antonio Guzmán Blanco                             | 20 de fevereiro de 1873 – 27 de fevereiro de 1877 | Eleições indiretas (segundo período) | Advogado / Militar (general)                      |
| 32       | 19 | 18              |                      | Francisco Linares Alcántara                       | 27 de fevereiro de 1877 – 30 de novembro de 1878  | Eleições indiretas | Militar (general)                                 |
| 33       | 20 | 19              |                      | José Gregorio Valera                              | 30 de novembro de 1878 – 26 de fevereiro de 1879  | Presidente provisório | Militar (general)                                 |
| 34       | 18 | 17              |                      | Antonio Guzmán Blanco                             | 26 de fevereiro de 1879 – 12 de maio de 1880      | Eleição pelos Estados Federais | Advogado / Militar (general)                      |
| 35       | 18 | 17              |                      | Antonio Guzmán Blanco                             | 12 de maio de 1880 – 1882                         | Eleição pelos Estados Federais | Advogado / Militar (general)                      |
| 36       | 18 | 17              |                      | Antonio Guzmán Blanco                             | 1882 – 26 de abril de 1884                        | Eleição pelos Estados Federais | Advogado / Militar (general)                      |
| 37       | 21 | 19              |                      | Joaquín Crespo                                    | 26 de abril de 1884 – 15 de setembro de 1886      | Eleição pelos Estados Federais | Militar (general)                                 |
| 38       | 18 | 17              |                      | Antonio Guzmán Blanco                             | 15 de setembro de 1886 – 8 de agosto de 1887      | Eleição pelos Estados Federais | Advogado / Militar (general)                      |
| 39       | 22 | 20              |                      | Hermógenes López                                  | 8 de agosto de 1887 – 2 de julho de 1888          | Presidente interino | Militar (general)                                 |
| 40       | 23 | 21              |                      | Juan Pablo Rojas Paúl                             | 2 de julho de 1888 – 19 de março de 1890          | Eleição pelos Estados Federais | Advogado                                          |
| 41       | 24 | 28              |                      | Raimundo Andueza Palacio                          | 19 de março de 1890 – 17 de junho de 1892         | Eleição pelos Estados Federais | Advogado                                          |
| 42       | 16 | —               |                      | Guillermo Tell Villegas                           | 17 de junho de 1892 – 31 de agosto de 1892        | Presidente provisório | Advogado / Militar                                |
| 43       | 16 | —               |                      | Guillermo Tell Villegas Pulido                    | 31 de agosto de 1892 – 7 de outubro de 1892       | Presidente provisório | Advogado                                          |
| 44       | 21 | 29              |                      | Joaquín Crespo                                    | 7 de outubro de 1892 – 14 de março de 1894        | Revolução Legalista | Militar (general)                                 |
| 45       | 22 | 30              |                      | Manuel Guzmán Álvarez                             | novembro de 1893 – 14 de março de 1894            | Revolução Legalista Presidente do Conselho de Governo | Militar (general)                                 |
| 46       | 21 | 31              |                      | Joaquín Crespo                                    | 14 de março de 1894 – 28 de fevereiro de 1898     | Eleições diretas (1894) | Militar (general)                                 |
| 47       | 25 | 32              |                      | Ignacio Andrade                                   | 28 de fevereiro de 1898 – 20 de outubro de 1899   | Elecciones diretas (1897) | Político                                          |
| 48       | 26 | 32              |                      | Cipriano Castro                                   | 20 de outubro de 1899 – 19 de dezembro de 1908    | Revolução Liberal Restauradora | Militar (general)                                 |
| 49       | 27 | 33              |                      | Juan Vicente Gómez                                | 19 de dezembro de 1908 – 5 de agosto de 1913      | Golpe de Estado de 1908 | Militar (general)                                 |
| 50       | 28 | —               |                      | José Gil Fortoul                                  | 5 de agosto de 1913 – 19 de abril de 1914         | Presidente provisório | Advogado                                          |
| 51       | 29 |                 |                      | Victorino Márquez Bustillos                       | 19 de abril de 1914 – 1922                        | Presidente provisório | Advogado                                          |
| 52       | 27 | 33              |                      | Juan Vicente Gómez                                | 1922 - 30 de maio de 1929                         | Eleições indiretas | Militar (general)                                 |
| 53       | 30 | —               |                      | Juan Bautista Pérez                               | 30 de maio de 1929 – 13 de junho de 1931          | Eleição pelo Congresso Nacional | Advogado / Magistrado                             |
| 54       | 27 | 33              |                      | Juan Vicente Gómez                                | 13 de junho de 1931 – 17 de dezembro de 1935      | Eleição pelo Congresso Nacional | Militar (general)                                 |
| 55       | 31 | 34              |                      | Eleazar López Contreras                           | 18 de dezembro de 1935 – 30 de junho de 1936      | Presidente interino (primer período) | Militar (general)                                 |
| 56       | 31 | 35              |                      | Eleazar López Contreras                           | 30 de junho de 1936 – 5 de maio de 1941           | Eleições indiretas (segundo período) | Militar (general)                                 |
| 57       | 32 | 36              |                      | Isaías Medina Angarita                            | 5 de maio de 1941 – 18 de outubro de 1945         | Eleições indiretas | Militar (general)                                 |
| 58       | 33 | 37              |                      | Rómulo Betancourt                                 | 19 de outubro de 1945 – 17 de fevereiro de 1948   | Golpe de Estado | Político                                          |
| 59       | 34 | 38              |                      | Rómulo Gallegos                                   | 17 de fevereiro de 1948 – 24 de novembro de 1948  | Eleições diretas (1947) | Escritor / Romancista                             |
| 60       | 35 | 39              |                      | Carlos Delgado Chalbaud                           | 24 de novembro de 1948 – 13 de novembro de 1950   | Golpe de Estado de 1948 | Engenheiro / Militar                              |
| 61       | 36 | 40              |                      | Germán Suárez Flamerich                           | 27 de novembro de 1950 – 2 de dezembro de 1952    | Designado presidente pela Junta Militar de 1948 | Advogado                                          |
| 62       | 37 | 41              |                      | Marcos Pérez Jiménez                              | 2 de dezembro de 1952 – 19 de abril de 1953       | Presidente provisório (golpe de Estado) | Militar (general)                                 |
| 63       | 37 | 41              | Marcos Pérez Jiménez | 19 de abril de 1953 – 23 de janeiro de 1958       | Eleito pela Assembleia Nacional Constituinte      | Militar (general) |                                                   |
| 64       | 38 | 42              |                      | Wolfgang Larrazábal                               | 23 de janeiro de 1958 – 14 de novembro de 1958    | Golpe de Estado de 1958 (Junta Cívico-Militar de Governo) | Militar (almirante)                               |
| 65       | 39 | 43              |                      | Edgar Sanabria                                    | 14 de novembro de 1958 – 13 de fevereiro de 1959  | Presidente interino | Advogado                                          |
| 66       | 33 | 44              |                      | Rómulo Betancourt                                 | 13 de fevereiro de 1959 – 13 de março de 1964     | Eleições diretas (1958) | Político                                          |
| 67       | 40 | 45              |                      | Raúl Leoni                                        | 13 de março de 1964 – 11 de março de 1969         | Eleições diretas (1963) | Advogado                                          |
| 68       | 41 | 46              |                      | Rafael Caldera                                    | 11 de março de 1969 – 12 de março de 1974         | Eleições directas (1968) | Advogado                                          |
| 69       | 42 | 47              |                      | Carlos Andrés Pérez                               | 12 de março de 1974 – 12 de março de 1979         | Eleições diretas (1973) | Político                                          |
| 70       | 43 | 48              |                      | Luis Herrera Campins                              | 12 de março de 1979 – 2 de fevereiro de 1984      | Eleições diretas (1978) | Advogado                                          |
| 71       | 44 | 49              |                      | Jaime Lusinchi                                    | 2 de fevereiro de 1984 – 2 de fevereiro de 1989   | Eleições diretas (1983) | Médico                                            |
| 70       | 42 | 50              |                      | Carlos Andrés Pérez                               | 2 de fevereiro de 1989 – 21 de maio de 1993       | Eleições diretas (1988) | Político                                          |
| 71       | 45 | —               |                      | Octavio Lepage                                    | 21 de maio de 1993 – 5 de junho de 1993           | Presidente interino | Advogado / Político                               |
| 72       | 46 | 51              |                      | Ramón José Velásquez                              | 5 de junho de 1993 – 2 de fevereiro de 1994       | Designado presidente constitucional pelo Congresso | Escritor                                          |
| 73       | 41 | 52              |                      | Rafael Caldera                                    | 2 de fevereiro de 1994 – 2 de fevereiro de 1999   | Eleições diretas (1993) | Advogado                                          |
| 74 75    | 47 | 53              |                      | Hugo Chávez                                       | 2 de fevereiro de 1999 – 12 de abril de 2002      | Eleições diretas (1998) Eleições diretas (2000) | Militar (tenente coronel)                         |
| 75       | 48 | 54              |                      | Pedro Carmona Estanga                             | 12 de abril de 2002 – 13 de abril de 2002         | Golpe de Estado de 2002 | Empresário (Fedecámaras)                          |
| 76       | 49 | 54              |                      | Diosdado Cabello                                  | 13 de abril de 2002 – 14 de abril de 2002         | Presidente interino (instalado como presidente após golpe ) | Militar, político e engenheiro                    |
| 75 76 77 | 47 | 54              |                      | Hugo Chávez                                       | 14 de abril de 2002 – 5 de março de 2013          | Reposto como presidente constitucional de Venezuela Eleições diretas (2006) Eleições diretas (2012)                                                                                              | Militar (tenente coronel)                         |
| 78       | 50 | 57              |                      | Nicolás Maduro                                    | 5 de março de 2013 - presente                     | Vice-presidente, assumiu com a morte do titular Eleições diretas (2013) Eleições diretas (2018)                                                                                                  | Político, Dirigente Sindical                      |